# Christof Straub

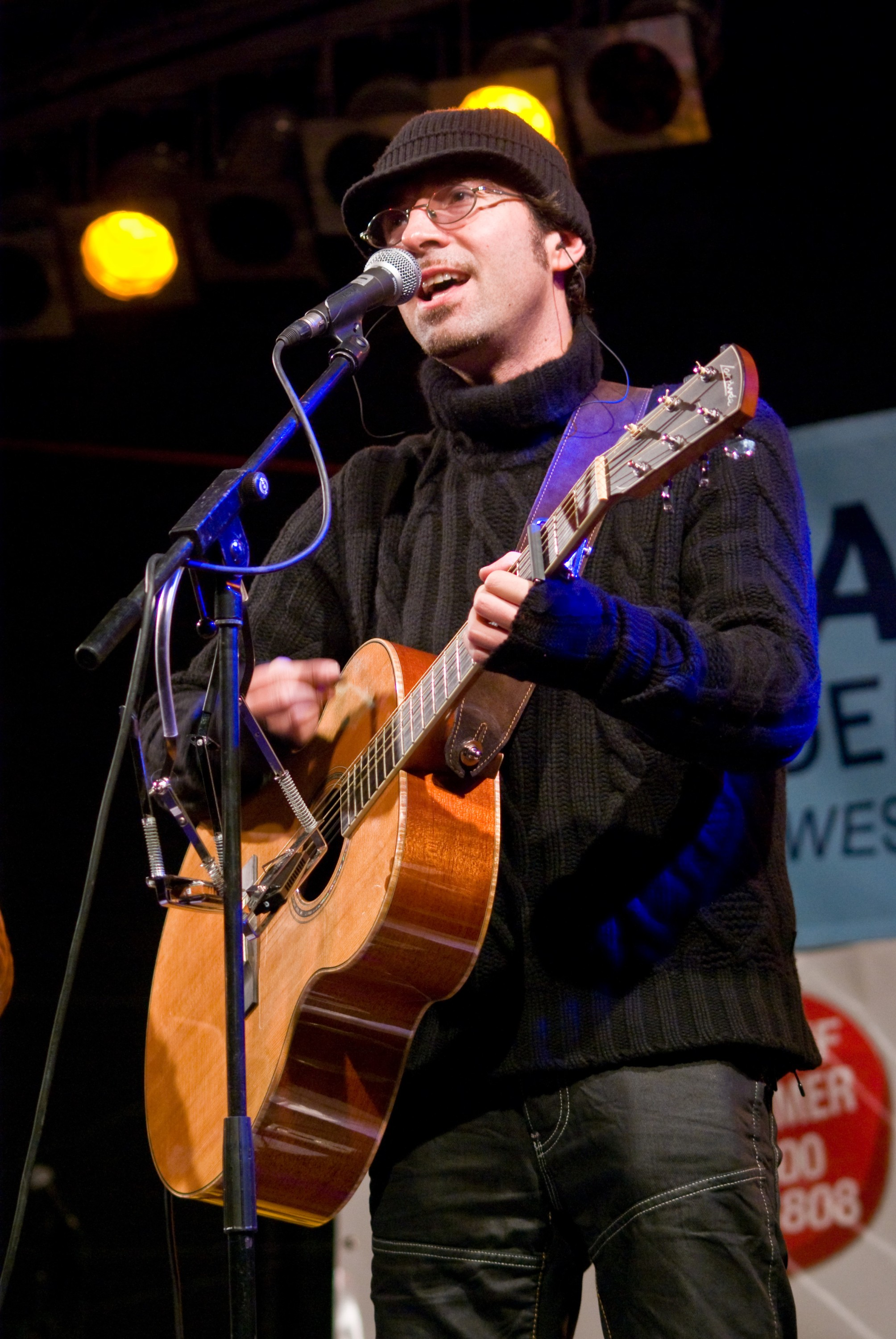
Christof Straub (2008)

Christof Straub (* 27. August 1969 in Wien) ist ein österreichischer Musiker (Gitarrist), Songwriter, Komponist und Unternehmer.

## Leben
Nach der Matura studierte Christof Straub an der Akademie für bildende Künste in Wien Architektur. 1991 gründete er mit Edina Thalhammer das vor allem in Österreich bekannt gewordene Musikduo Papermoon, für das er die Texte und Lieder schreibt und in dem er für die musikalische Begleitung (Gitarre) zuständig ist. Mit Papermoon erhielt Straub Doppelplatin für das Album „Tell Me A Poem“ und gewann 2006 den Amadeus Austrian Music Award für das Album „True Love“.
Ab Juli 2000 arbeitete er an dem Musical „Kill And Win“, das ursprünglich 2006 an den Vereinigten Bühnen von Wien uraufgeführt werden sollte, jedoch nie aufgeführt wurde. 2009 gründete er die Teenage Rockstar Entertainment GmbH und organisiert 2010 mit Unterstützung von Super RTL und Disney das Teenage Rockstar Summercamp auf Rügen. Im Dezember 2014 verließ er das Projekt Papermoon. Ebenfalls 2014 gründete Christof Straub die Global Rockstar GmbH.
2002 heiratete er seine langjährige Lebensgefährtin Roumina Wilfling, doch bereits ein Jahr später kam es zur Scheidung. Sie haben drei Kinder, darunter die Sängerin und Schauspielerin Zoë Straub (* 1996).